# Sandi Putros
Sandi Putros (Aarhus, 27 oktober 1987) is een Deens voetbalscheidsrechter. Hij is in dienst van FIFA en UEFA sinds 2021. Ook leidt hij sinds 2016 wedstrijden in de Superligaen.
Op 24 juli 2016 leidde Putros zijn eerste wedstrijd in de Deense nationale competitie. Tijdens het duel tussen AC Horsens en SønderjyskE (1–1) trok de leidsman vijfmaal de gele kaart. In Europees verband debuteerde hij op 8 juli 2021 tijdens een wedstrijd tussen Stjarnan en Bohemians in de eerste voorronde van de UEFA Europa Conference League; het eindigde in 1–1 en Putros gaf twee spelers geel. Zijn eerste interland floot hij op 21 maart 2024, toen Malta met 2–2 gelijkspeelde tegen Slovenië. Tijdens deze wedstrijd deelde Putros aan zes spelers een gele kaart uit.

## Interlands
| Datum         | Plaats        | Wedstrijd        | Uitslag | Competitie        | Kreeg geel | Kreeg voor de tweede keer geel en dus rood | Weggestuurd |
| ------------- | ------------- | ---------------- | ------- | ----------------- | ---------- | ------------------------------------------ | ----------- |
| 21 maart 2024 | Attard, Malta | Malta – Slovenië | 2 – 2   | Vriendschappelijk | 4          | 0                                          | 0           |

Laatst bijgewerkt op 28 maart 2024.